# Piotr Tacenko
Piotr Iljicz Tacenko (ros. Пётр Ильич Таценко, ur. 1907 we wsi Hołubiwka w guberni jekaterynosławskiej, zm. 27 czerwca 1941 w Nowogrodzie Wołyńskim) – radziecki i ukraiński działacz partyjny, I sekretarz Wołyńskiego Obwodowego Komitetu Komunistycznej Partii (bolszewików) Ukrainy (1939-1941), członek KC Komunistycznej Partii (bolszewików) Ukrainy (1940-1941).
Od 1929 członek WKP(b), 1938-1939 był I sekretarzem Nowonikołajewskiego Komitetu Rejonowego KP(b)U (obwód dniepropetrowski). W 1939 był kierownikiem Wydziału Gospodarki Rolnej KC KP(b)U, 27 listopada 1939 został I sekretarzem Komitetu Obwodowego KP(b)U w okupowanym przez ZSRR Wołyniu, stanowisko to zajmował do śmierci. Od 17 maja 1940 był również członkiem KC KP(b)U. 7 lutego 1939 odznaczony Orderem Lenina. Zginął po ataku Niemiec na ZSRR.